# Verbundbergwerk
Ein Verbundbergwerk ist ein Bergwerk, das aus mindestens zwei selbständig fördernden Schachtanlagen entstanden ist. Ziel dabei ist es, durch den Verbund größere Betriebseinheiten zu bekommen. Dazu werden die untertägigen Grubengebäude miteinander verbunden. Dadurch können die logistischen Aufgaben wie Förderung, Materialtransport, Seilfahrt und Personenbeförderung konzentriert und optimiert werden. Auch die Tagesanlagen mit der Aufbereitung und der Verladung sind nur noch an einem Standort notwendig. Nicht zuletzt können die Verwaltungen zusammengelegt und damit verkleinert werden.
Verbundbergwerke sind im Ruhrgebiet fast so alt wie der Bergbau selbst. Schon im 19. Jahrhundert sind durch Konsolidation mehrerer Bergwerke Verbundbergwerke entstanden, auch wenn sie nicht so genannt wurden. Ebenfalls im 19. Jahrhundert sind im Siegerland Verbundbergwerke wie der Eisenzecher Zug entstanden, um auf den vielen kleinen Grubenfeldern wirtschaftlicher abbauen zu können.